# Tamura
Tamura (em japonês: 田村市, transl. Tamura-shi) é uma cidade localizada na província de Fukushima, no Japão.
Em Março de 2005 a cidade tinha uma população estimada em 45 052 habitantes e uma densidade populacional de 98 hab. por km². Tem uma área total de 458,30 km².
Recebeu o estatuto de cidade a 1 de Março de 2005 em resultado da fusão das antigas vilas de Funehiki, Ogoe, Takine, Tokiwa e da antiga aldeia de Miyakoji, todas do Distrito de Tamura.

## Cidade-irmã
- Mansfield, Estados Unidos